# Milena Vecková
Milena Vecková roz. Blahoutová (30. ledna 1933 – 1. května 2018) byla československá hráčka basketbalu a házené (vysoká 166 cm). Je zařazena na čestné listině zasloužilých mistrů sportu. V roce 2005 byla uvedena do Síně slávy České basketbalové federace.
Milena Vecková-Blahoutová byla oporou basketbalového reprezentačního družstva Československa, za které v letech 1951 až 1964 hrála celkem 174 utkání a má významný podíl na dosažených sportovních výsledcích. Zúčastnila se třikrát mistrovství světa a sedmkrát mistrovství Evropy v basketbale žen, na nichž získala celkem 10 medailí, z toho 5 stříbrných za druhá místa (MS 1964 a ME 1952, 1954, 1962, 1964) a pět bronzových medaile za třetí místa (MS 1957, 1959 a ME 1956, 1958, 1960). Reprezentační kariéru zakončila na Mistrovství Evropy v roce 1964 v Maďarsku (2. místo).
V československé basketbalové lize žen hrála celkem 17 sezón (1952–1968), všechny za Spartu Praha, v nichž s týmem získala v ligové soutěži sedmkrát titul mistra Československa, třikrát druhé a třikrát třetí místo, celkem třináct medailových umístění.
S týmem Sparty Praha (Spartaku Sokolovo) se zúčastnila čtyř ročníků Poháru evropských mistrů v basketbale žen, třikrát tým skončil v soutěži na druhém místě, když podlehl až ve finále (1964, 1967, 1968 proti Daugava Riga) a v roce 1959 se probojoval mezi čtyři nejlepší týmy a podlehl až v semifinále se Slavia Sofia, Poté hrála za německý USC Heidelberg.
Byla také hráčka házené v klubu Sparta Praha a odehrála 50 zápasů za reprezentační družstvo žen házené, s nímž na Mistrovství světa 1962 v Rumunsku získala bronzovou medaili.

## Sportovní kariéra

### Basketbal
- klub:
- 1952–1968 Sparta Praha (Spartak Sokolovo, Sparta ČKD Praha)
- celkem 13 medailových umístění: 7× mistryně Československa (1952, 1953, 1958, 1963, 1966 až 1968), 3× 2. místo (1956, 1957, 1964), 3× 3. místo (1959 až 1961), 2× 4. místo (1954, 1965), 5. místo (1955), 6. místo (1962)
- od zavedení podrobných statistik ligových zápasů (v sezóně 1961/62) zaznamenala celkem 1449 ligových bodů.
- Československo: 1951–1964 celkem 174 mezistátních zápasů, na MS a ME celkem (bez ME 1954) 412 bodů ve 57 zápasech
- Mistrovství světa: 1957 Rio de Janeiro (38 bodů /7 zápasů), 1959 Moskva (39 /7), 1964 Lima, Peru (67 /8), na MS celkem 144 bodů v 22 zápasech
- Mistrovství Evropy: 1952 Moskva (30 /4), 1954 Bělehrad (bude doplněno), 1956 Praha (80 /7), 1958 Lodž, Polsko (56 /6), 1960 Sofia (46 /7), 1962 Mulhouse, Francie (31 /5), 1964 Budapešť (25 /6), na ME celkem (bez ME 1954) 268 bodů v 35 zápasech
- úspěchy:
- Mistrovství světa v basketbalu žen: 2. místo (1964), 2× 3. místo (1957 a 1959)
- Mistrovství Evropy v basketbalu žen 4× 2. místo (1952, 1954, 1962, 1964), 3× 3. místo (1956, 1958, 1960)

### Házená
- klub: Sparta Praha (Spartak Sokolovo, Sparta ČKD Praha), vítěz Poháru evropských mistrů 1962
- Československo: celkem 50 mezistátních zápasů
- Mistrovství světa: 1962 Rumunsko (3. místo)